# Slovenská Nová Ves
Slovenská Nová Ves (in tedesco Neudorf, in ungherese Vedrődújfalu) è un comune della Slovacchia facente parte del distretto di Trnava, nella regione omonima.